# Boomi River
Boomi River är ett vattendrag i Australien. Det ligger i delstaten New South Wales, i den sydöstra delen av landet, omkring 570 kilometer nordväst om delstatshuvudstaden Sydney.
Omgivningarna runt Boomi River är i huvudsak ett öppet busklandskap. Trakten runt Boomi River är nära nog obefolkad, med mindre än två invånare per kvadratkilometer. Genomsnittlig årsnederbörd är 461 millimeter. Den regnigaste månaden är februari, med i genomsnitt 91 mm nederbörd, och den torraste är oktober, med 9 mm nederbörd.